# Корідзе Герман Сергійович
Ге́рман Сергі́йович Корі́дзе (нар. 15 квітня 1997) — російський гравець у міні-футбол. Виступає за дубль московського клубу «Діна». Син відомого українського футзаліста Сергія Корідзе.

## Біографія
Спочатку займався в школі московського «Локомотиву». В той час батько Германа Сергій Корідзе виступав у клубі «Спартак-Щолково» зі Щолкова. З часом через важкі переїзди в Москву і назад батьки забрали сина зі школи «Локомотива». Було прийнято рішення більше часу присвятити навчанню і займатися міні-футболом в школі «Спартак-Щолково».
З вересня 2012 року Корідзе почав займатися у структурі МФК «Митищі». Молодий гравець виступав у турнірі дублерів за «Олімпік-Митищі», який постійно перебував на останніх сходинках турнірної таблиці.
В середині липня 2014 року вступив в Академію «Діни». В сезоні 2014/15 одночасно виступав у чемпіонаті дублерів клубів Суперліги і в чемпіонаті Росії серед юнаків.
У ролі капітана «Діни» виграв юнацьку Суперлігу Росії. Став одним з героїв фінального протистояння, забивши два голи у фіналі проти «Тюмені». Після цього був остаточно переведений в дубль головної команди.

## Нагороди і досягнення

### Командні
«Діна»
 Чемпіон юнацької Суперліги Росії у старшій віковій групі: 2015/16 (1997/98 р.н.)

## Статистика виступів

### Клубна кар'єра
Станом на 10 квітня 2016
| Клуб               | Сезон             | Ліга | Ліга | Кубок | Кубок | Всього | Всього |
| Клуб               | Сезон             | Ігри | Голи | Ігри  | Голи  | Ігри   | Голи   |
| ------------------ | ----------------- | ---- | ---- | ----- | ----- | ------ | ------ |
| «Олімпік-Митищі»   | 2012-13           | 18   | 1    | 4     | 0     | 22     | 1      |
| «Олімпік-Митищі»   | 2012-13           | 18   | 5    | 5     | 2     | 23     | 7      |
| «Олімпік-Митищі»   | Всього            | 36   | 6    | 9     | 2     | 45     | 8      |
| → «Митищі» (97-98) | 2012-13           | 0    | 0    | -     | -     | 0      | 0      |
| → «Митищі» (97-98) | 2013-14           | 9    | 2    | -     | -     | 9      | 2      |
| → «Митищі» (97-98) | Всього            | 9    | 2    | 0     | 0     | 9      | 2      |
| «Митищі» (99-00)   | 2012-13           | 7    | 1    | -     | -     | 7      | 1      |
| «Митищі» (99-00)   | Всього            | 7    | 1    | 0     | 0     | 7      | 1      |
| «Діна» (98-99)     | 2014-15           | 12   | 9    | -     | -     | 12     | 9      |
| «Діна» (98-99)     | Всього            | 12   | 9    | 0     | 0     | 12     | 9      |
| «Діна-дубль»       | 2014-15           | 12   | 4    | 8     | 2     | 20     | 6      |
| «Діна-дубль»       | 2015-16           | 27   | 8    | 0     | 0     | 27     | 8      |
| «Діна-дубль»       | Всього            | 39   | 12   | 8     | 2     | 47     | 14     |
| Всього за кар'єру  | Всього за кар'єру | 103  | 30   | 17    | 4     | 120    | 34     |